# ゴーイン・プレイシズ〜青春のハイウェイ
『ゴーイン・プレイシズ〜青春のハイウェイ』（原題：Goin' Places）は、アメリカ合衆国の兄弟ボーカル・グループ、ジャクソンズが1977年に発表したスタジオ・アルバム。「ジャクソン5」から「ジャクソンズ」へ改名してからは2作目に当たる。

## 背景
前作『ザ・ジャクソンズ・ファースト〜僕はゴキゲン』（1976年）に引き続きフィラデルフィアでレコーディングされ、ギャンブル&ハフがソングライティングやプロデュースに貢献した。そのため、このアルバムはギャンブル＆ハフのレーベル、フィラデルフィア・インターナショナル・レコードとエピック両方のロゴが記載されている。「夢見るレディ」と「青空のパーティー」は、作詞・作曲・プロデュースともジャクソンズの5人により、デクスター・ウォンゼルがアレンジを担当した。マイケル・ジャクソンが大部分の曲でリード・ボーカルを担当しているが、「平和を願おう」では5人全員が交代でリード・ボーカルを担当した。
マイケル・ジャクソンは本作に関して「オージェイズの古い曲"Love Train"みたいで、必ずしも僕達のスタイルじゃない」「アイデンティティを失いつつあった」と感じ、ジャクソンズは本作を最後にギャンブル&ハフと袂を分かって、次作『デスティニー〜今夜はブギー・ナイト』（1978年）よりセルフ・プロデュースでアルバムを制作するようになった。

## 反響
セールス的には前作ほどの成功を収められず、Billboard 200では63位、『ビルボード』のR&Bアルバム・チャートでは11位に終わった。本作からのリード・シングル「青春のハイウェイ」は全米52位、『ビルボード』のR&Bシングル・チャートでは8位を記録し、1978年には「僕のガールフレンド」がR&Bシングル・チャートで38位を記録している。

## 収録曲
特記なき楽曲は作詞、作曲、プロデュースともにギャンブル&ハフによる。
1. 僕らのミュージック - "Music's Takin' Over" (John Whitehead, Gene McFadden, Victor Carstarphen) - 4:25
  - プロデュース：ジョン・ホワイトヘッド、ジーン・マクファーデン、ヴィクター・カースターフェン
2. 青春のハイウェイ - "Goin' Places" - 4:29
3. 夢見るレディ - "Different Kind of Lady" (The Jacksons) - 3:34
  - プロデュース：ジャクソンズ
4. 涙の誓い - "Even Though You're Gone" - 4:31
5. ジャンプ・フォー・ジョイ - "Jump for Joy" (Dexter Wansel, Cynthia Biggs) - 4:42
  - プロデュース：デクスター・ウォンゼル
6. 神に祈った2人の恋 - "Heaven Knows I Love You, Girl" - 3:55
7. 平和を願おう - "Man of War" - 3:12
8. 青空のパーティー - "Do What You Wanna" (The Jacksons) - 3:30
  - プロデュース：ジャクソンズ
9. 僕のガールフレンド - "Find Me a Girl" - 4:34

## 参加ミュージシャン
- マイケル・ジャクソン - ボーカル、バッキング・ボーカル
- ティト・ジャクソン - ボーカル、バッキング・ボーカル、ギター
- マーロン・ジャクソン - ボーカル、バッキング・ボーカル
- ジャッキー・ジャクソン - ボーカル、バッキング・ボーカル
- ランディ・ジャクソン - ボーカル、バッキング・ボーカル、コンガ

アディショナル・ミュージシャン
- ローランド・チェンバース - ギター
- マイケル・フォーマン - ギター
- デニス・ハリス - ギター
- レオン・ハフ - ピアノ
- デクスター・ウォンゼル - キーボード
- チャールズ・コリンズ - ドラムス
- デヴィッド・クルーズ - ボンゴ、コンガ
- ラリー・ワシントン - ボンゴ、コンガ